# 格蘭特·漢利
格蘭特·漢利（英語：Grant Hanley，1991年11月20日—）是蘇格蘭的一位足球運動員，在場上司職中後衛。現效力於英甲球隊伯明翰。他也代表蘇格蘭國家足球隊參加比賽。

## 榮譽

### 球會
诺维奇城
- 英格蘭足球冠軍聯賽冠軍：2018–19、2020–21[4]賽季

## 外部連結
- Soccerway資料庫：格蘭特·漢利
- 足球数据库：格蘭特·漢利的球员统计数据
- Grant Hanley — 蘇格蘭足球協會